# جنگ‌های پیش رو
«جنگ‌های پیش رو» (انگلیسی: The Wars to Come) اولین قسمت از فصل پنجم سریال بازی تاج و تخت و چهل‌ویکمین قسمت در مجموع است. این قسمت را دیوید بنیاف و دی. بی. وایس نوشته‌اند و مایکل اسلوویس آن را کارگردانی کرده‌است. این قسمت در ۱۲ آوریل ۲۰۱۵ پخش شد.